# Mitromorpha dorcas
Mitromorpha dorcas é uma espécie de gastrópode do gênero Mitromorpha, pertencente a família Mitromorphidae.